# La col·lecció invisible
La col·lecció invisible (títol original en alemany: Die unsichtbare Sammlung) és una novel·la curta de l'escriptor austríac Stefan Zweig publicada per primera vegada el 1927. Amb el subtítol d'«Un episodi de la inflació alemanya», relata la trista trobada entre un antiquari d'art berlinès i un vell client seu, el «millor col·leccionista de gravats d'Alemanya».

## Argument

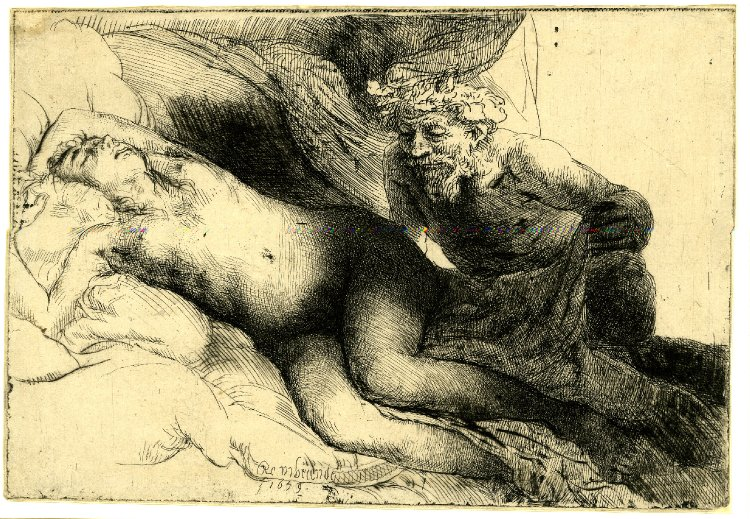
Rembrandt (1659): Júpiter i Antíope

La novel·la comença en un tren, dues estacions després de Dresden, on el narrador es troba amb un vell conegut: un dels antiquaris d'art més apreciats a Berlín, el senyor R. Aquest de seguida li vol contar el que li acaba de passar, «una de les coses més estranyes que m'hagin succeït mai». L'antiquari li explica que estava buscant als seus llibres de comptes clients vells per poder-los comprar exemplars repetits quan va topar-se amb Herwarth, un col·leccionista de gravats en coure que, fins a principis de la guerra, n'havia anat reunint una gran col·lecció.
L'endemà mateix, se'n va a casa de Herwarth, a «una de les ciutats de províncies més inversemblants de Saxònia», on el troba amb la seva muller Luise. Herwarth és cec i vell però, encara ple d'energia i gratament sorprès per la visita de l'antiquari R, el convida a veure la seva gran col·lecció de gravats, dividida en 27 carpetes, una per a cada artista. Luise, espantada, demana amb gestos a R que refusi l'oferta i torni després de dinar, que veuran les obres fent un cafè. R li segueix la veta, sense entendre per què la dona de Herwarth no vol ensenyar-li encara la col·lecció, i Herwarth, de mala gana, accepta rebre'l a la tarda.

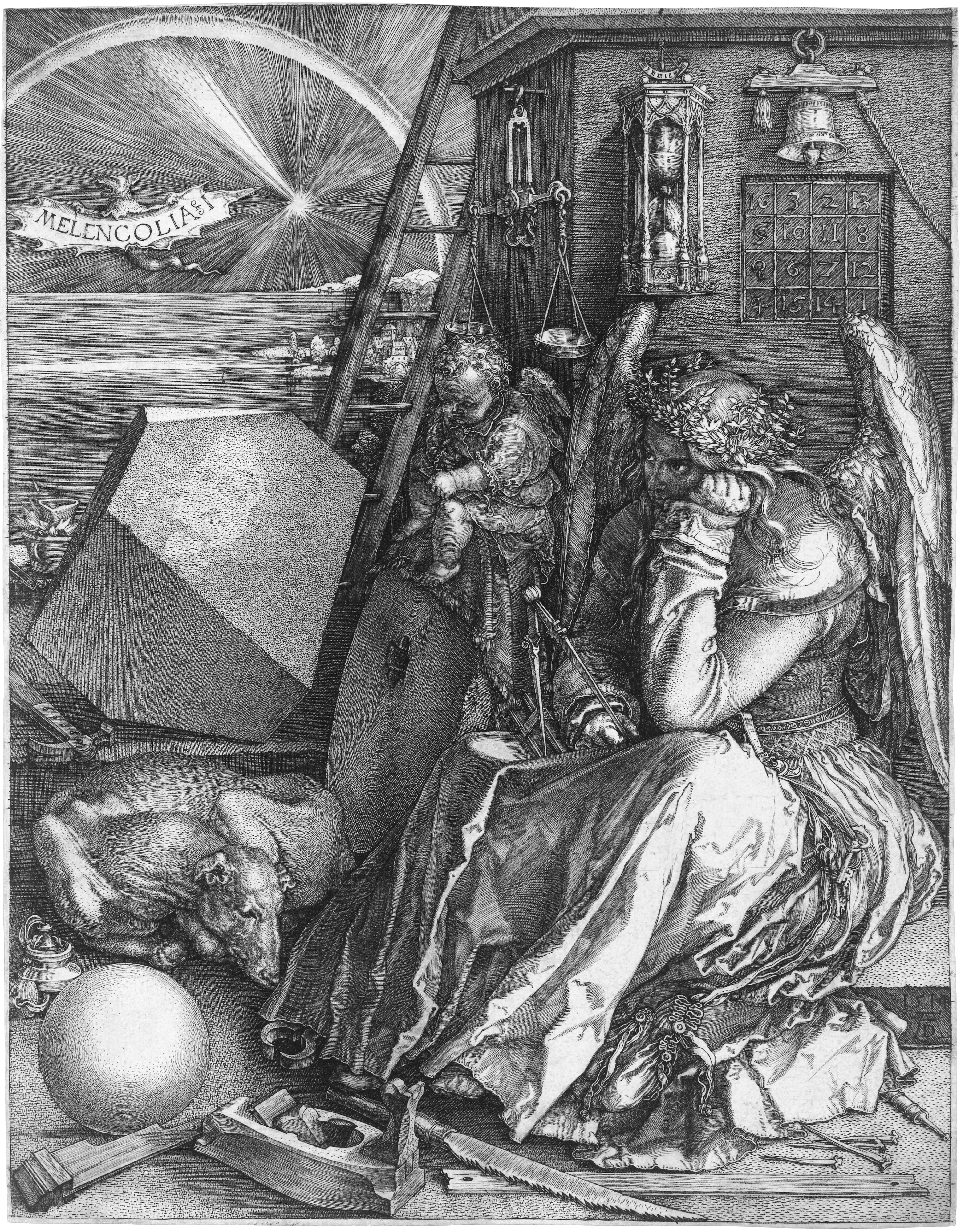
Dürer: Melanconia

Després de dinar, Annemarie, la filla de Herwerth i Luise, visita l'hotel on R ha passat el migdia i li confessa que ella i la seva mare han estat venent algunes de les xilografies que Herwarth havia adquirit abans de 1914, ja que la situació econòmica de la família, en aquests temps d'inflació, era molt greu, fins i tot després d'haver venut les poques joies que tenien a casa. Luise i Annemarie van començar venent un Rembrandt molt valuós a un col·leccionista que els va pagar milers de marcs. Pensaven que aquests diners els servirien per a sobreviure uns quants anys, però de seguida se'ls van acabar i es van veure forçades a vendre més obres de les carpetes de Herwarth, sense que ell ho sabés. Amb el pas dels mesos, havien anat venent gran part dels gravats de Herwarth, orgullós de la seva gran col·lecció, de la qual pensava que seguia intacta. Les obres venudes, Luise i Annemarie les havien reemplaçat per reproduccions o làmines semblants perquè, quan Herwarth els passés la mà per sobre, no se n'adonés que havien estat substituïdes.
R, commogut per la història, accepta la súplica d'Annemarie que quan vingui a casa a veure la col·lecció no li digui res a Herwarth. Així doncs, s'encaminen els dos cap a casa de l'antic col·leccionista, on el troben alegre i molt impacient, acompanyat de la seva dona.
La resta de la novel·la esdevé veritablement incòmoda i desoladora, a mesura que R relata com Herwarth li ensenya els centenars de gravats de la seva col·lecció, dient-ne meravelles mentre subjecta làmines en blanc. Obres com El gran cavall, La melanconia, L'Antíope, etc. són exaltades pel col·leccionista, que les recorda al detall, tot i la seva ceguera. R descriu aquell espectacle com «horrorós però alhora entendridor». Atònit i sota la mirada penedida de Luise i Annemarie, s'esforça perquè el seu antic client no noti res estrany en les seves intervencions.

Al final de la novel·la, quan R és al carrer acabat de sortir de casa del col·leccionista, cita a Goethe:
Els col·leccionistes són persones felices.

## Personatges
- Antiquari R és el propietari d'una botiga de vell que visita el seu antic client Herwarth per a la possibilitat de comprar-li algunes de les obres que aquest va adquirir els anys abans de la guerra.

- Col·leccionista Herwarth és un vell cec que havia estat un gran col·leccionista de xilografies de Rembrandt, Dürer, Mantegna, etc.
- Luise i Annemarie són la muller i filla, respectivament, del col·leccionista Herwarth.

## Adaptacions cinematogràfiques
L'octubre de 2012 es va estrenar La col·lecció invisible al cinema en una adaptació brasilera (títol original: A Coleção Invisível) dirigida per Bernard Attal i protagonitzada per Vladimir Brichta, Walmor Chagas i Ludmila Rosa.
Altres versions més antigues de la novel·la són dos films en blanc i negre, d'una mitja hora aproximadament. El film alemany s'estrenà l'agost de 1953 (dirigit per Hanns Farenburg) i el film belga, el setembre de 1966.

## La col·lecció invisible en català
La col·lecció invisible es pot llegir en català al recull Petita crònica de l'editorial Ela geminada, on s'hi troben tres altres narracions breus del mateix autor: El llibreter Mendel, Leporella i Un episodi del llac de Ginebra.